# ロザ・フトル駅
ロザ・フトル駅 (ロザ・フトルえき、ロシア語:Роза Хутор) は、ロシアクラスノダール地方ソチにあるロシア鉄道北カフカース鉄道支社の駅である。2014年10月26日まではクラースナヤ・ポリャーナ駅(Красная Поляна) であった。
当駅の建設は2010年に始まり、2013年に駅は開業した。2014年開催のソチオリンピックのクラースナヤ・ポリャーナ山岳地区（山岳部のスキー競技会場）の最寄駅であり、オリンピック開催期間中は8,500人の乗客を扱うことが可能とされている。
ソチ・オリンピック・パーク（黒海沿岸部のメイン会場）やソチの中心街（ソチ駅）とを結ぶ鉄道新線が建設され、1月24日から五輪期間用ダイヤでの運行が始まった。
当駅からケーブルカーやバスの運行が行われている。

## 隣の駅
ロシア鉄道北コーカサス鉄道支社
アドレル - ロザ・フトル線
アドレル駅 - エスト＝サドク駅 - ロザ・フトル駅
オリンピスカヤ・ジレーヴニャ方面への支線経由
オリンピスカヤ・ジレーヴニャ駅 - エスト＝サドク駅 - ロザ・フトル駅